# Rothenbergsiedlung (Kassel)

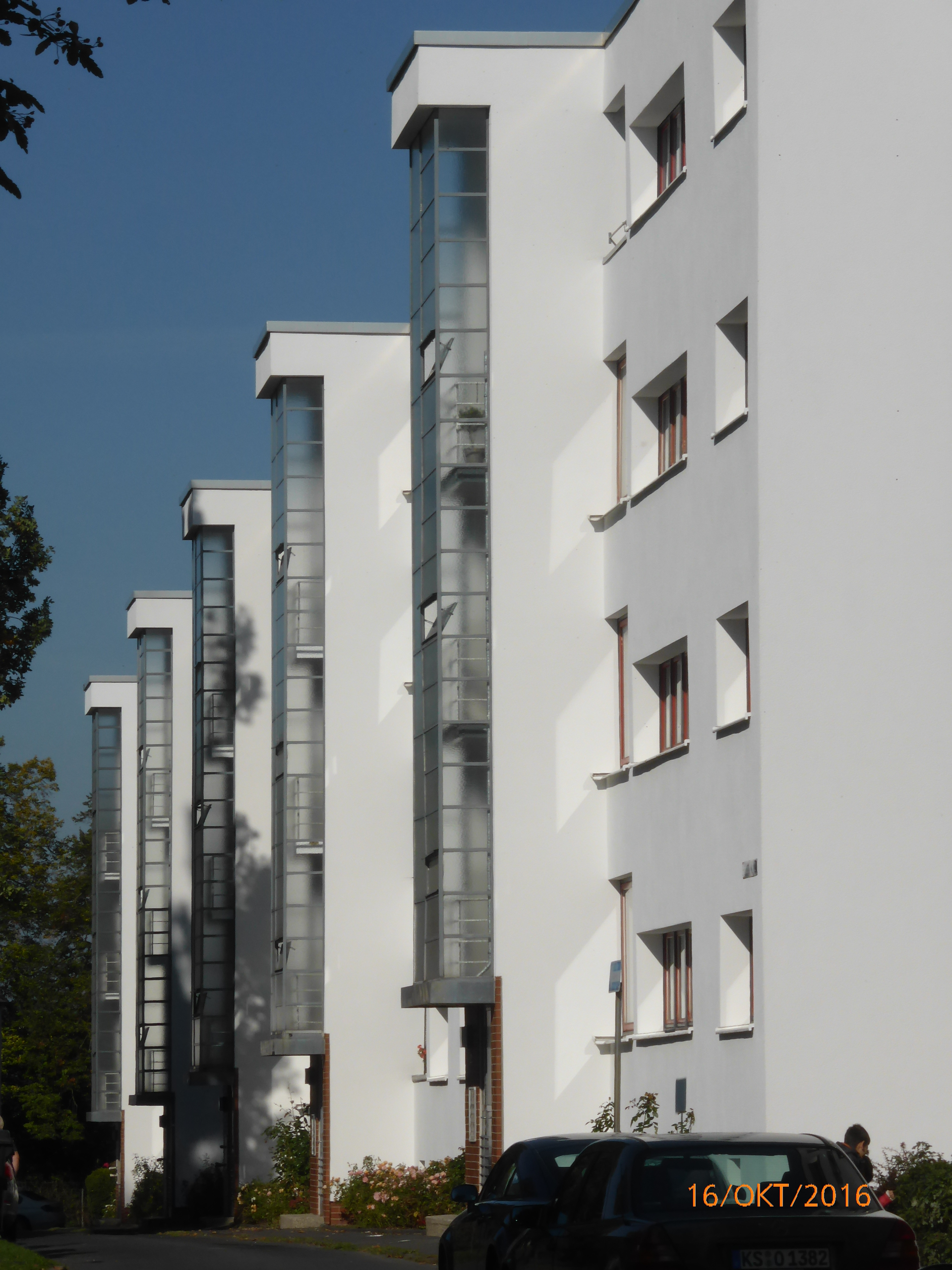
Treppenhaus-Risalite der Rothenbergsiedlung (2016)

Die Rothenbergsiedlung (Rothenberg-Siedlung, Siedlung Rothenberg) ist eine Wohnsiedlung des Neuen Bauens in Kassel in Hessen. Die 1929–1931 errichtete Zeilenbausiedlung mit viergeschossigen Mehrfamilienhäusern und zentralem Heiz-, Wasch- und Badehaus zählt zu den Hauptwerken des Architekten Otto Haesler aus Celle.

## Lage
Die Siedlung liegt nördlich der Kasseler Innenstadt im Ortsteil Rothenditmold auf einer Anhöhe und ist von mehreren Straßen erschlossen, so dass eine Vielzahl von Adressen entstand. Erster Bauabschnitt: Frankenberger Straße 22–28, Fritzlarer Straße 2–10, Gudensberger Straße 2–8, Hersfelder Straße 35, Malsfelder Straße 2–6, Rotenburger Straße 22–30, Treysaer Straße 2–12. Zweiter Bauabschnitt: Hersfelder Straße 1–13, Frankenberger Straße 2–20.

## Geschichte und Rezeption

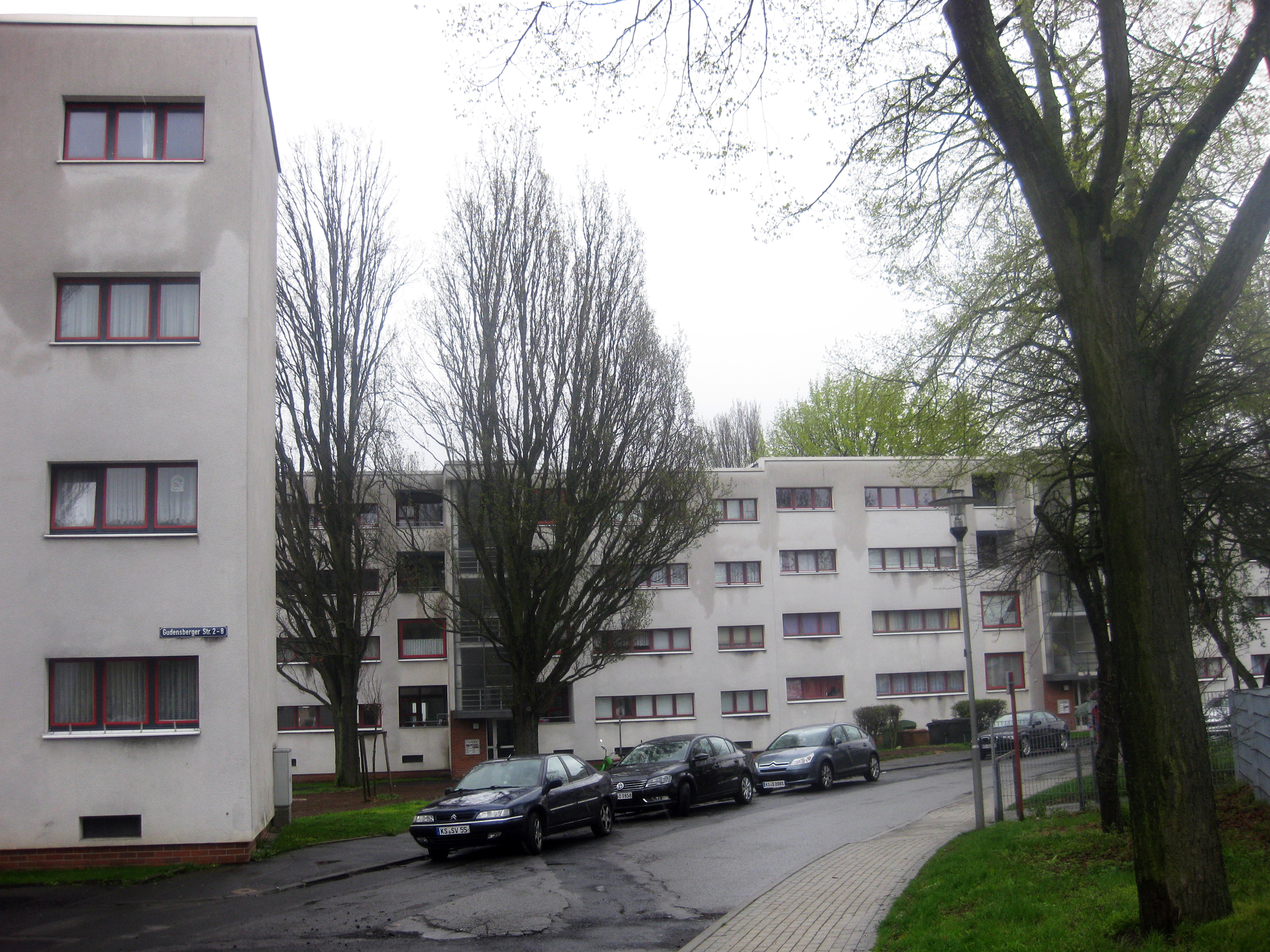
Fassadengestaltung der Zeilenvorderseiten

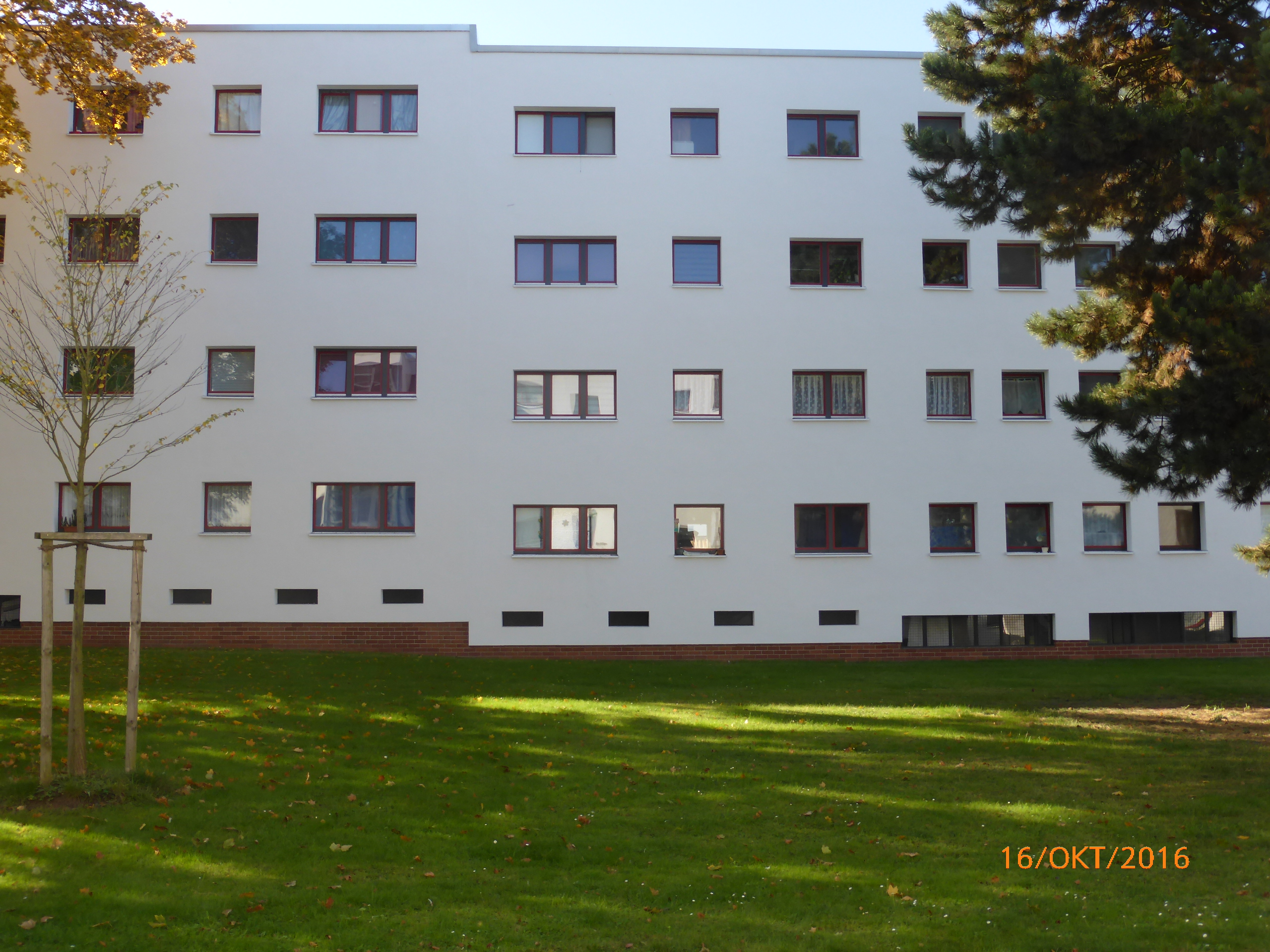
Fassadengestaltung der Zeilenrückseiten

Wegen eines dringenden Bedarfs an Kleinwohnungen in Kassel initiierten 1928 der Leiter des Kasseler Wohnungsamtes Hanns Sauter und der Oberbaurat Gerhard Jobst eine Kontaktaufnahme zum Celler Architekten Otto Haesler, der durch beispielhafte neue Wohnsiedlungen, wie der Siedlung Italienischer Garten und der Siedlung Georgsgarten in Celle, deutschlandweit auf sich aufmerksam gemacht hatte. In diesem Zusammenhang steht auch ein Celler Vortrag von Haesler zum Thema „Verbilligung und Verbesserung des Wohnungsbaues / Durch technische Maßnahmen“, den das Kasseler Volksblatt im September 1928 veröffentlichte. Der rasch verabredete Bauauftrag an den auswärtigen Haesler verstimmte die ansässigen Architekten. Dennoch kam es Ende Mai 1929 zum endgültigen Vertragsabschluss für die Gesamtplanung eines ersten Bauabschnitts mit etwa 220 Wohneinheiten zwischen der Kasseler Wohnungsfürsorge GmbH und Otto Haesler. Haesler entwarf die Siedlung und leitete deren Ausführung zusammen mit seinem engsten Büromitarbeiter Karl Völker, dessen genauer Anteil jedoch nicht geklärt ist.
Baubeginn war am 1. August 1929; am 15. Mai 1930 waren 216 Wohnungen des ersten Bauabschnitts bezugsfertig. Im zweiten Bauabschnitt entstanden ab August 1930 bis 1931 weitere 160 Wohnungen, von denen Haesler und Völker nur Zeilenbauten mit 84 Wohnungen verantworteten. Die restlichen Zeilenbauten entstanden „unter künstlerischer Leitung“ von Otto Haesler nach Plänen der Kasseler Architekten Brahm und Kasteleiner, Baecker und Sirrenberg sowie Sichel und Leers als Arbeitsgemeinschaft sowie des Vorsitzenden der Kasseler BDA-Ortsgruppe Hans Soeder.
Wegen vielfältiger Zugeständnisse beurteilte Haesler die Rothenbergsiedlung selbstkritisch als lediglich „eine etappe auf dem wege zu standardtypen“, womit er seine eigene Weiterentwicklung des typenhaften Kabinensystems und die Weiterführung des Zeilenbaus in einer aufgelockerten Form meinte. Das äußere Lob fiel positiver aus: Die nach kurzer Zeit veranstaltete Mieterumfrage zum Gebrauchswert der Wohnungen endete mit durchweg anerkennendem Ergebnis. Und der Mitinitiator der Siedlung Gerhard Jobst wies in einer veröffentlichten Schlussabrechnung nach, dass die Haeslersche Stahlskelett-Bauweise kostengünstiger gewesen sei, als die Massivbauweise im zweiten Bauabschnitt: „So kann zusammenfassend als erwiesen hingestellt werden, daß dem Architekten geglückt ist, die Baukosten zu senken und trotzdem eine verbesserte Wohnform zu schaffen.“

Details der Treppenhäuser
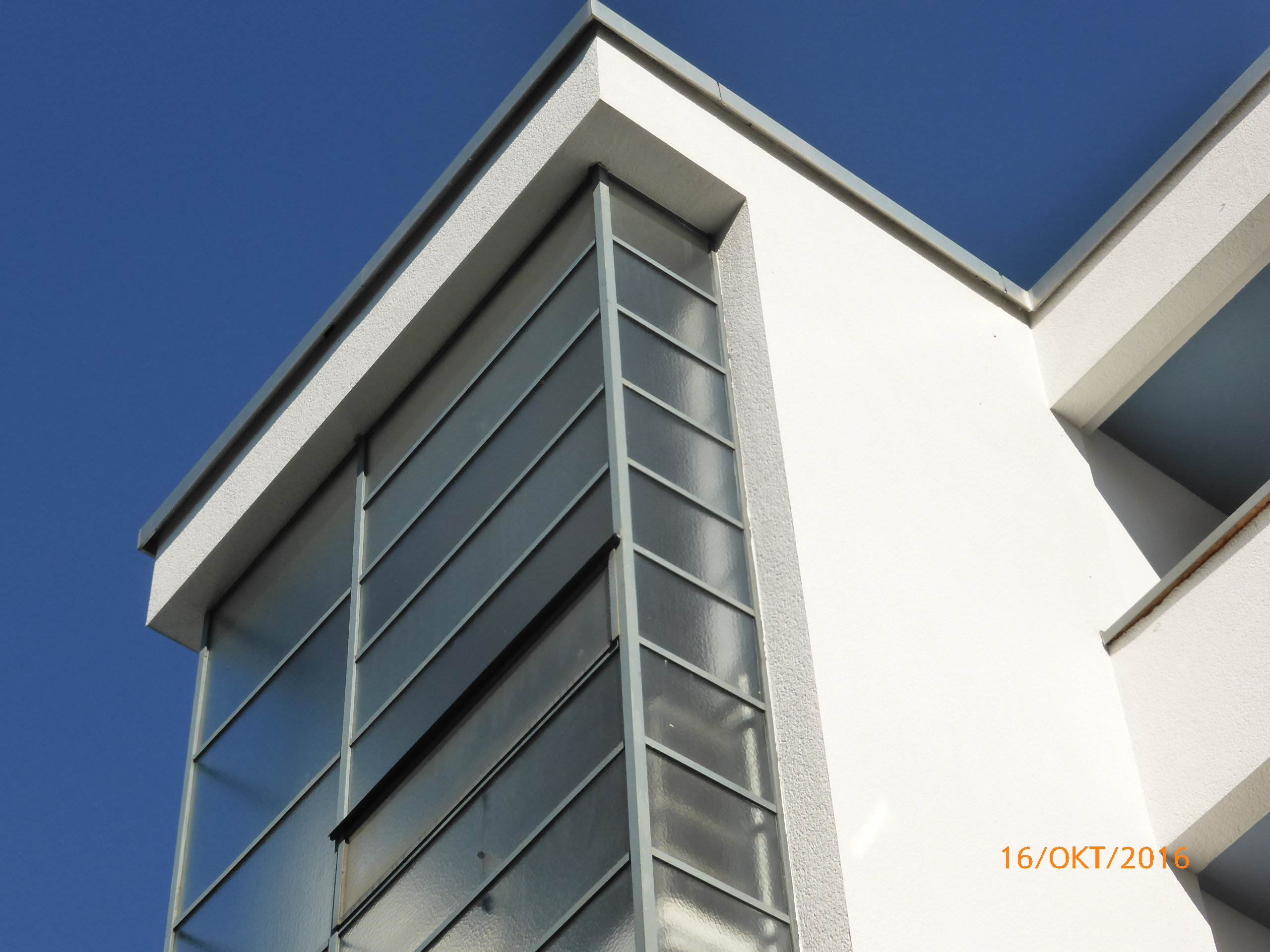
Treppenhaus-Detail (2016)
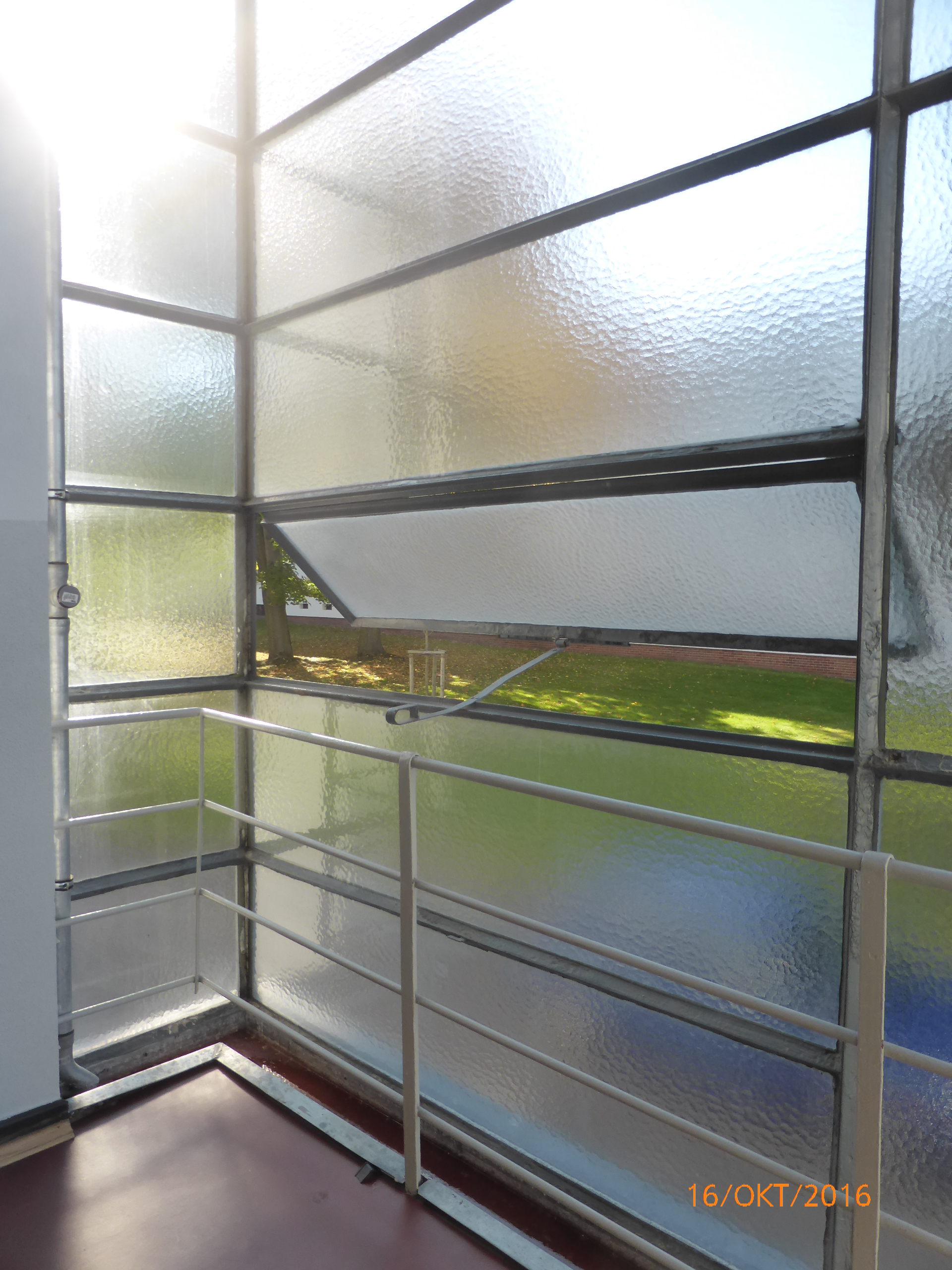
Treppenhaus mit Stahlfenstern (2016)
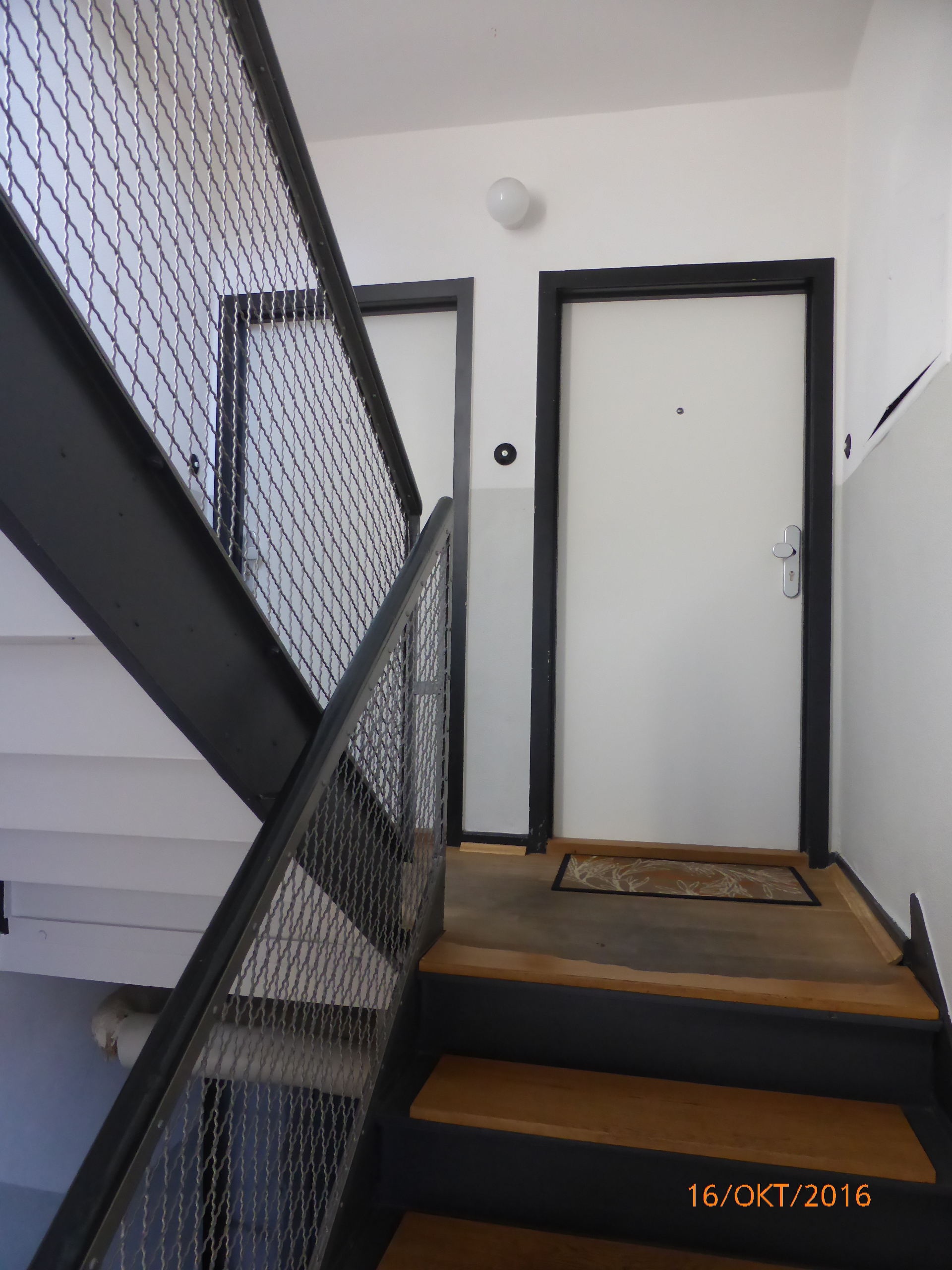
Treppenhaus mit Drahtgittergeländern (2016)

Otto Haesler und seine Architektenkollegen sorgten dafür, das Bauprojekt in Fachzeitschriften vielfach bekannt zu machen. Das wohl auch dadurch angefeuerte Interesse der Fachöffentlichkeit an der Rothenbergsiedlung war groß und fand seinen Höhepunkt in der von Henry-Russell Hitchcock und Philip Johnson kuratierten Ausstellung „Modern Architecture“, die 1932 im Museum of Modern Art (MoMA) in New York (USA) stattfand. In dieser Ausstellung, die erstmals internationale Hauptwerke des Neuen Bauens zusammenfasste, war Otto Haesler mit den beiden soeben erst fertiggestellten Kasseler Bauprojekten des Marie von Boschan-Aschrott Altersheims (1929–1931) und der Rothenbergsiedlung prominent vertreten. Pläne und Fotos hatte Haesler zur Verfügung gestellt; ergänzend fertigte das Museum ein großes Siedlungsmodell an. Im umfangreichen Ausstellungskatalog verfasste Kurator Johnson, der Haesler 1931 in Deutschland besucht hatte, selbst das Haesler-Kapitel. Darin kam es auch im Kontext der Rothenbergsiedlung zu der überschwänglichen – und später viel zitierten – Bewertung von Haesler als „fortschrittlichster Siedlungsarchitekt Deutschlands und vielleicht der ganzen Welt“ („Otto Haesler is the foremost housing architect in Germany, and perhaps in the world, since Germany has so far outstripped other nations in solving the housing problem“)). Johnsons Urteil wurde vom Herausgeber des Katalogs Alfred H. Barr geteilt („one of the foremost European experts“) und Lewis Mumford als weiterer Katalogautor lobte zusätzlich die Rothenbergsiedlung („But one of the most complete examples, perhaps, of all the principles of modern housing, is the community for Kassel by Otto Haesler“). Die Schau des MoMA war so erfolgreich, dass sie nach sechs Wochen anschließend als Wanderausstellung auf eine zweijährige Tournee durch 14 amerikanische Städte ging.

## Beschreibung

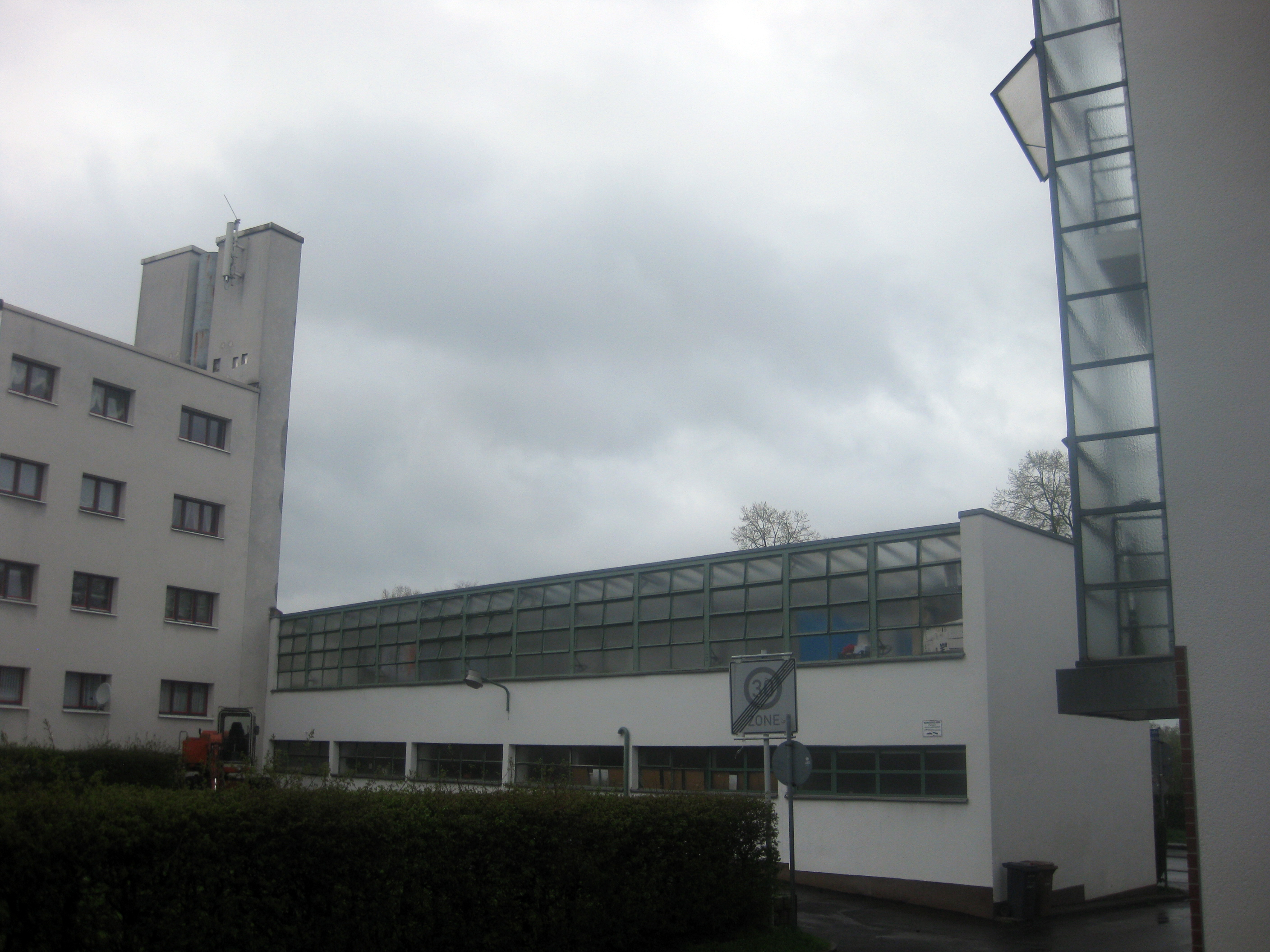
Wasch- und Heizhaus (2013)

Der städtebauliche Entwurf war ursprünglich viel größer und auf einen Umfang von 2500 Wohnungen (mit einem ersten Bauabschnitt für 600 Wohnungen) ausgelegt, was wegen der einbrechenden Weltwirtschaftskrise nur ansatzweise realisiert wurde.

Der ausgeführte Entwurf besteht aus ausschließlich Nord-Süd-ausgerichteten viergeschossigen Gebäudezeilen, die von ost-westlichen Erschließungsstraßen und nord-südlichen Wohnstraßen durchzogen werden. Die Zeilen sind versetzt zueinander angeordnet, womit den leicht S-förmigen Erschließungsstraßen, die dem Höhenverlauf des Geländes angepasst sind, gefolgt wird. Haesler fügte erstmals innerhalb des von ihm entwickelten Zeilenschemas zentrale Platzanlagen und Freiflächen ein, auch Kindergartenbauten und ein Schulbau waren vorgesehen. Die geplanten Platzanlagen mit gemeinschaftlichen Bauten kamen nicht zur Ausführung. Von der geplanten zweigeschossigen Randbebauung an der Hersfelder Straße wurde nur das Wasch- und Heizgebäude gebaut.

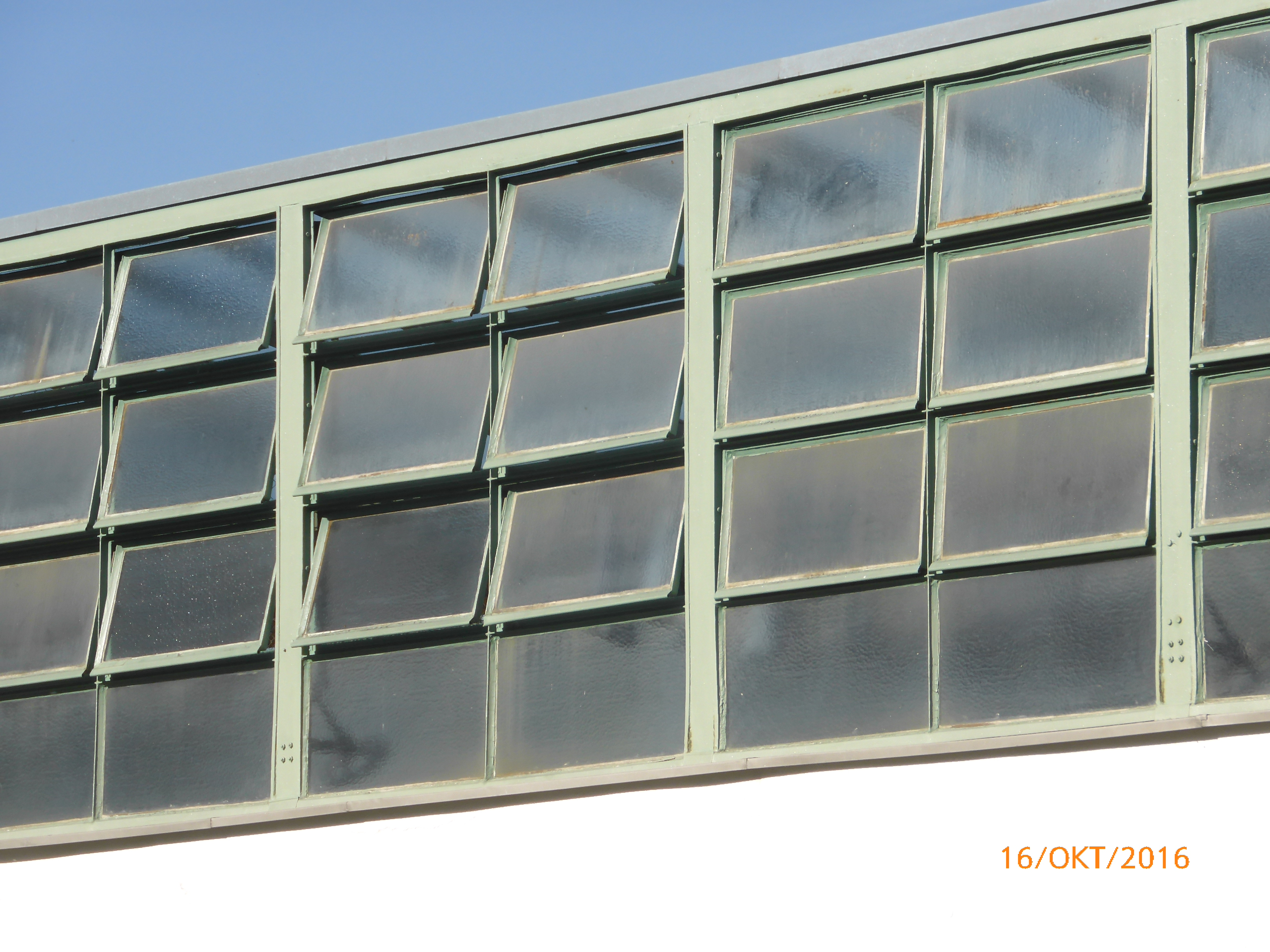
Schwingflügel-Eisenfenster am Wasch- und Heizhaus (2016)

Im von Haesler vollständig verantworteten ersten Bauabschnitt entstanden sechs Wohnzeilen sowie das zentrale Wasch- und Heizhaus. Baukörper und Fassaden wurden entsprechend dem Primat der Kosteneinsparung äußerst schlicht gestaltet.
Den einzigen Schmuck des Außenbaus der Flachdach-Wohnzeilen bilden die an den Westfassaden angeordneten Treppenhäuser mit den Hauseingängen, welche die langen Fassaden durch risalitartige Vorsprünge mit großen Stahlglas-Fensterbändern rhythmisch gliedern. Diese hier speziell aus dem Vorbild der Haesler-Bauten in der Karlsruher Siedlung Dammerstock [Baujahr 1928–1929] abgeleiteten Treppenhausgestaltungen entwickelten sich zu einer Art Markenzeichen für Siedlungsprojekte aus dem Büro Haesler. Dass die Treppenhäuser auch im Innern rationell durchgestaltet wurden, belegen die aus industriellem Drahtgitter hergestellten Treppengeländer. Solche Bauteile verwendete das Büro ansonsten vor allem bei Garteneinfriedungen, beispielsweise bei den Celler Einfamilienhäusern Rektorwohnhaus und Direktorenwohnhaus. Eine zweite Besonderheit der sonst nur mit Lochfenstern ausgestatteten Fassaden sind die kleinen Loggien seitlich der Treppenhäuser, welche eine sparsame Plastizität bewirken.
Die architekturgeschichtlich bedeutendsten Merkmale der von Haesler und Völker entworfenen Bauten in der Rothenbergsiedlung sind – äußerlich nicht erkennbar – die Wohnungsgrundrisse und die Baukonstruktion unter den weißen Putzfassaden:
- Im Innern der Zeilenbauten verwirklichten die Architekten ein rationelles System flächensparender Grundrisse, als Weiterentwicklung des von Ludwig Hilberseimer 1923 eingeführten Kabinengrundrisses.[17] Dabei beruhten die Grundrissvarianten jeweils auf denselben Raumelementen – Vorraum, Küche, Bad, Wohnraum, Schlafkabine(n) und Loggia –, die bei allen Größen gleichmäßig wiederkehrten. Nur das größte Zimmer, der Wohnraum, veränderte seine Größe entsprechend der Bewohnerzahl. Ein wesentliches Merkmal war der platzsparende Wegfall von Wohnfluren. Dafür waren die knapp bemessenem Räume kabinenartig von Vorraum und Wohnraum aus erschlossen. Für die Rothenbergsiedlung gab es nach dem Kabinensystem fünf Wohnungstypen (genannt Bettentypen) für 2 bis 6 Bewohner. Zusätzlich entwickelten die Architekten jeden Wohnungstyp in drei Größen, gestaffelt nach der Einkommensgröße der Bewohner, woraus sich insgesamt 15 Wohnungstypen ergaben.[18][19]
- Otto Haesler war stolz auf die bei diesem Bauprojekt im großen Maßstab realisierte, tragende Stahlskelettkonstruktion, die er als besonders rationelle und kostensparende Bauweise einsetzte. Die Konstruktion ließ Haesler noch im Rohbau von dem bestellten, renommierten Fotografen Albert Renger-Patzsch ablichten, um schon 1930 mit – auch künstlerisch eindrucksvollen – Schwarzweißfotos über „Stahlskelettbau“[20] publizieren zu können. Allerdings mussten die Celler Architekten aufgrund einer Intervention des ortsansässigen Bauhandwerks im zweiten Bauabschnitt auf die favorisierte Stahlskelettkonstruktion verzichten und zulassen, dass in konventioneller Massivbauweise mit Ziegelmauerwerk weitergebaut wurde.[21] Der baukonstruktive Unterschied ist äußerlich nicht erkennbar.

## Restaurierungen und Modernisierung

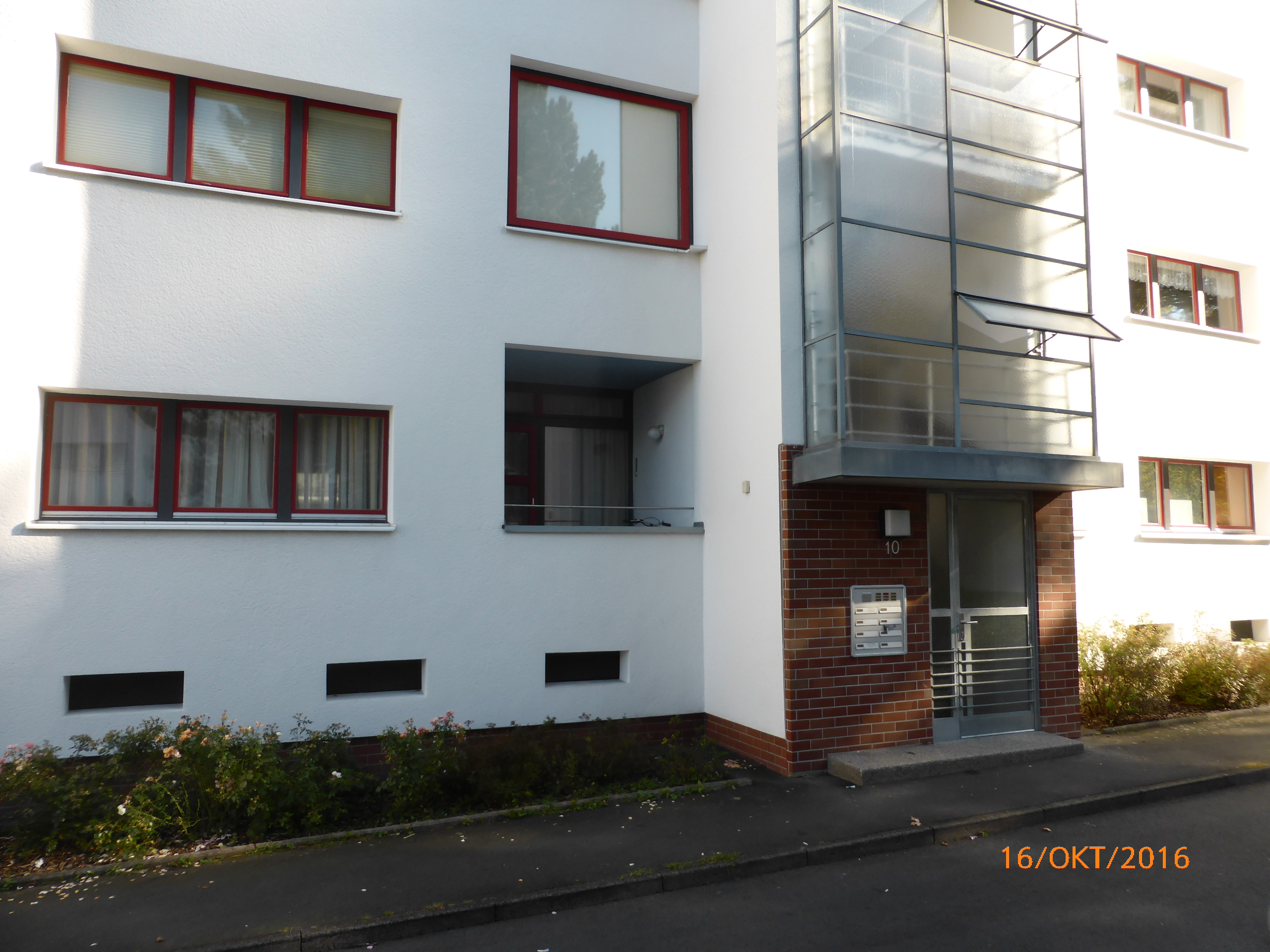
Eingang und Treppenhaus mit teilweise wieder geöffneten Loggien (2016)

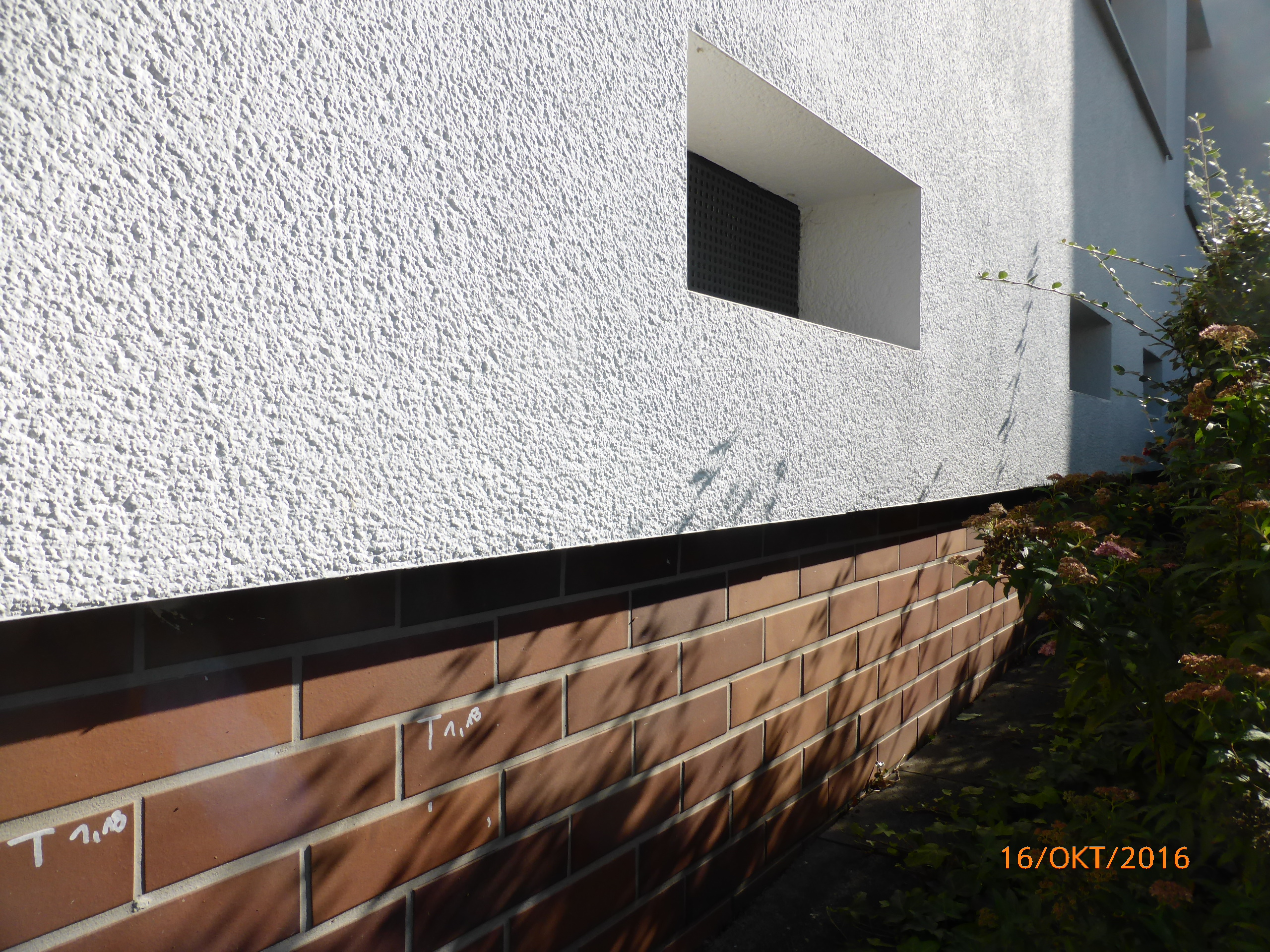
Zeilenbau nach der Sanierung, mit neuem Sockelmauerwerk und Wärmedämmverbundsystem (2016)

1973 bis 1977 erfolgte eine umfangreiche Sanierung und Modernisierung der Siedlung, wobei es zu erheblichen Eingriffen an der Bausubstanz und ins Erscheinungsbild kam. Am Außenbau wurden alle Fenster und Haustüren erneuert. Im Innern wurden die Bäder umgebaut und die ehemals offenen Loggien den Wohnungsgrundrissen zugeschlagen, was sich auch auf die Fassadengliederung auswirkte. Das Wasch- und Heizhaus ist als einziges in allen Haesler’schen Siedlungen noch intakt und als Waschhaus in Benutzung.
Nach anfänglichen Abrissüberlegungen begann 2005 unter dem kommunalen Wohnungsunternehmen GWG die Erarbeitung eines erweiterten Nutzungskonzepts mit einer Musterwohnung. Seit 2007 werden nach und nach leerstehende Wohnungen nach denkmalpflegerischen Gesichtspunkten modernisiert, Loggien wieder geöffnet und Grundrisszuschnitte angepasst. Dabei kam es teilweise zu vom Original abweichenden, empfindlichen Kompromissen. Diese bestehen beispielsweise aus der Aufbringung eines Wärmedämmverbundsystems auf den Rückfassaden der Gebäude.